# 櫻井良樹
櫻井 良樹（さくらい りょうじゅ、1957年 - ）は、日本の歴史学者。学位は、博士（史学）（論文博士・1996年）。麗澤大学教授。

## 略歴
千葉県出身。1981年上智大学文学部史学科卒業。1988年同大学院文学研究科博士後期課程単位取得退学。1996年「立憲同志会の成立 -大正政治史の出発」で博士（史学）の学位を取得。麗澤大学助教授、教授。専門は日本近代政治史・近代都市史。

## 著書

### 単著
- 『大正政治史の出発――立憲同志会の成立とその周辺』（山川出版社, 1997年）
- 『宮本武蔵の読まれ方』（吉川弘文館「歴史文化ライブラリー」, 2003年）
- 『帝都東京の近代政治史――市政運営と地域政治』（日本経済評論社, 2003年）
- 『辛亥革命と日本政治の変動』（岩波書店, 2009年）
- 『加藤高明　主義主張を枉ぐるな』（ミネルヴァ書房〈ミネルヴァ日本評伝選〉, 2013年）
- 『華北駐屯日本軍　義和団から盧溝橋への道』（岩波書店「岩波現代全書」, 2015年）
- 『国際化時代「大正日本」 日本近代の歴史4』（吉川弘文館, 2016年）

### 共著
- （磯見辰典・黒沢文貴）『日本・ベルギー関係史』（白水社, 1989年）

### 編著
- 『地域政治と近代日本―関東各府県における歴史的展開』（日本経済評論社, 1998年）
- 『幕末・明治の茶業と日米交流』（日本経済評論社, 2020年）

### 共編著
- （内海三八郎・千島英一）『ヴェトナム独立運動家潘佩珠伝――日本・中国を駆け抜けた革命家の生涯』（芙蓉書房, 1999年）
- （黒沢文貴・斎藤聖二）『国際環境のなかの近代日本』（芙蓉書房, 2001年）
- （水野治太郎・長谷川教佐）『「宮本武蔵」は生きつづけるか』（文真堂, 2001年）
- （波多野澄雄・黒沢文貴・波多野勝・小林和幸）『侍従武官長 奈良武次日記・回顧録』（全4巻、柏書房, 2000年、新版2012年）
- （尚友倶楽部ほか）『田健治郎日記』（全7巻、芙蓉書房出版, 2008-2018年）
- （尚友倶楽部・季武嘉也）『財部彪日記 海軍大臣時代』（芙蓉書房出版, 2021年）

## 論文
- 藤村道生著「日本現代史」  （上智史学 (27), p143-148,1982-11）

- 日露戦時における民衆運動の一端--「国民の元気」と行動の自由,祝捷行列を題材として  　日本歴史 (436), p71-81, 1984-09

- 明治末期における電灯業政策の政治的背景--東京市内電灯業を題材として  　日本史研究 (282), p36-60, 1986-02

- 東京市街電車の市有化をめぐる政治過程 : 桂園時代の一側面  In the post Russo-Japanese War period, streetcars in the city of Tokyo became a political issue with respect to fare increases and municipalization. The streetcars were a necessity for the city's resi … 　史學雜誌 95(7), 1197-1220, 1283-1281, 1986-07-20

- 日露戦後における都市経営問題の性格について  　上智史学 (31), p77-95, 1986-11

- 明治十年代後半における帝政派の政治活動の一考察 : 明倫会と大分斯文学会  大分縣地方史 (129), 1-16, 1988-03

- 第2次桂内閣の市制改正について  　日本歴史 (487), p66-80, 1988-12

- 秋山定輔と桂新党(立憲同志会)--「政界革新運動」の観点から  麗沢大学紀要 (50), p216-198, 1990-07

- 宗秩寮の創設と日露戦後の貴族院  日本史研究 (347), p50-65, 1991-07

- 時任英人著『犬養毅』  櫻井 良樹 国際政治 (99), 197-201, 1992

- 「犬養毅」時任英人  桜井 良樹 季刊国際政治 (99), p197-201, 1992-03

- 「[小路田 泰直]著『日本近代都市史研究序説』」, 柏書房, 一九九一・一刊, A5, 三一九頁, 三八〇〇円  史學雜誌 101(6), 1179-1186, 1992-06-20

- 「日韓合邦建議と日本政府の対応」  麗沢大学紀要 (55), p292-267, 1992-12

- 「社会政策と桂新党 : 明治末年における蔵原惟郭の政治軌跡を中心にして」  麗澤学際ジャーナル 1(2), 41-54, 1993

- 「明治政治から大正政治へ : 桂太郎による立憲同志会の創設」 麗澤学際ジャーナル 2(2), 33-51, 1994

- 「立憲同志会の創設と辛亥革命後の対中政策　At the time the third Katsura Cabinet was established, no one expected it to collapse within a period of only two months. One of the direct reasons for its collapse was Katsura's unconventional approa … 」  史學雜誌 103(2), 151-187, 316-315, 1994-02-20

- 「陸軍大学校教頭時代の井口省吾「教頭業務日誌」 : 日清戦後における陸大教育」  麗澤学際ジャーナル 3(1), 113-142, 1995

- 「日露戦後における非政友勢力の政界再編論」  麗澤学際ジャーナル 3(2), 21-55, 1995

- 「外交問題から見た立憲同志会の党内抗争--第1次山本内閣期を中心にして」  日本歴史 (564), p69-85, 1995-05

- 「故広池千英氏の旧蔵にかかる社会・労働問題関係資料について : 整理作業報告」  麗澤学際ジャーナル 4(1), 41-100, 1996

## 刊行史料
- 『立憲同志会資料集』全4巻（柏書房, 1991年）
- （尚友倶楽部）『伊集院彦吉関係文書』全2巻（芙蓉書房出版, 1996-97年）
- （波多野勝・黒沢文貴・斎藤聖二）『海軍の外交官　竹下勇日記』（芙蓉書房出版,1998年）
- （尚友倶楽部）『阪谷芳郎東京市長日記』（芙蓉書房出版, 2000年）
- （尚友倶楽部）『田健治郎日記2 明治44年〜大正3年』（芙蓉書房出版,2009年）